# Early Edition
Early Edition (no Brasil, Edição de Amanhã e em Portugal Edição Especial) é um seriado de televisão estadunidense, da rede CBS, criado por Ian Abrams e Vik Rubenfeld e lançado nos Estados Unidos em 28 de setembro de 1996 e que teve quatro temporadas, sendo realizado até 2000. No Brasil, o seriado foi exibido na TV aberta pela Rede Record e na TV fechada pelos canais Sony Entertainment Television e Space. Em Portugal, a série foi exibida pela TVI.

## Enredo
Todas as manhãs, Gary recebe um jornal em sua porta, trazido por um gato. O curioso é que este jornal é do dia seguinte, logo, antecipa as notícias dos acontecimentos que estão para ocorrer no dia atual. De posse das informações,  Gary tem de evitar desastres, resolver problemas e evitar que o pior aconteça às pessoas de Chicago. Ele conta com a ajuda de Chuck Fishman, seu melhor amigo, que vive tentando tirar vantagem da situação, e com a ajuda da deficiente visual Marissa Clark, secretária e assistente de Gary.
Deve-se ressaltar a importância da cidade de Chicago na trama. Explorada por inteiro durante as 4 temporadas, a cidade era o palco perfeito para as aventuras de Gary Hobson. Vale lembrar ainda das constantes referências aos times da cidade: Chicago Cubs e Chicago White Sox (baseball), Chicago Bears (futebol americano) e Chicago Blackhawks (hockey).

## Elenco
Personagens Principais apresentados por ordem de aparições na série:
| Ator                    | Personagem                 | N° de Episódios | Ano(s) de Participação |
| ----------------------- | -------------------------- | --------------- | ---------------------- |
| Kyle Chandler           | Gary Hobson                | 91              | 1996-2000              |
| Shanesia Davis-Williams | Marissa Clark              | 91              | 1996-2000              |
| Fisher Stevens          | Chuck Fishman              | 48              | 1996-2000              |
| Billie Worley           | Patrick Quinn              | 46              | 1998-2000              |
| Myles Jeffrey           | Henry Paget                | 23              | 1998-1999              |
| Kristy Swanson          | Erica Paget                | 23              | 1998-1999              |
| Ron Dean                | detetive Marion Zeke Crumb | 16              | 1996-2000              |
| Panther (gato)          | Sr. Snow's Cat             | 11              | 1996-1998              |

Convidados e participações especiais por ordem de aparições na série:
| Ator                | Personagem              | N° de Episódios | Ano(s) de Participação |
| ------------------- | ----------------------- | --------------- | ---------------------- |
| Renee Domenz        | Mulher linda            | 23              | 1996-1997              |
| James Deuter        | Boswell                 | 9               | 1996-1997              |
| Tess Harper         | Lois Hobson             | 7               | 1998-2000              |
| Ed Cray             | Biker                   | 6               | 1996-2000              |
| Stephen Cinabro     | Assistente do detetive  | 6               | 1996-1999              |
| Constance Marie     | Toni Brigatti           | 6               | 1998-2000              |
| Michael Whaley      | Detetive Paul Armstrong | 6               | 1999-2000              |
| John M. Watson Sr.  | Morris Sanford          | 5               | 1996-2000              |
| Mark Morettini      | Sargento                | 5               | 1996-1999              |
| Tobiasz Daszkiewicz | Beard                   | 5               | 1997-2000              |
| William Devane      | Bernie Hobson           | 5               | 1997-1999              |
| Luis Antonio Ramos  | Miguel Diaz             | 5               | 1999-2000              |
| Ellen Mills         | Robin                   | 4               | 1997-1998              |

## Prêmios e Indicações
- Recebeu duas indicações ao Emmy em 1997, pela canção tema e pela música composta para série dramática.
- Foi premiado em 1997 com o Saturn Award, oferecido pela Academy of Science Fiction, Fantasy & Horror Films e, em 2000, recebeu o Young Artist Award.

## Curiosidades
- Kyle Chandler está na série Friday Night Lights como "Eric Taylor", além de ter feito o filme King Kong, dirigido por Peter Jackson.

- O episódio da segunda temporada Mum's the World traz um crossover com a série Chicago Hope. No episódio, Gary tenta prevenir uma série de potenciais desastres de atingirem o "Field Museum" antes de ele abrir para a exposição de uma múmia egípcia. Mas quando ladrões roubam as valiosas esmeraldas pertencentes a um gato mumificado, Gary suspeita de que o gato possui poderes místicos e lançou uma maldição sobre todos os envolvidos... inclusive Marissa. Gary e Chuck levam Marissa para o Chicago Hope Hospital , onde a sua rara doença confunde os médicos Diane Grad, Phillip Walters e Keith Wilkes. Enquanto os médicos tentam manter Marissa e outros pacientes vivos, Gary procura a ajuda de um egiptólogo, que tenta reverter os efeitos da misteriosa epidemia.

- O episódio da terceira temporada Play It Again Sammo traz um crossover com a série Martial Law. No episódio, Gary evita que um homem seja assaltado, mas depois acaba sendo salvo por Sammo Law, Sammo é um policial de Los Angeles que está perseguindo um ladrão na tentativa de capturar um antigo artefato chinês roubado.

- Exibido em uma época em que a Rede Record ainda não alcançava o segundo lugar em audiência, a série conquistou bons resultados, principalmente na época em que era exibida às 13:00, quando marcava 4 pontos de média.

## Dubladores brasileiros (principais personagens)
| Ator                    | Personagem             | Dublador                      |
| ----------------------- | ---------------------- | ----------------------------- |
| Kyle Chandler           | Gary Hobson            | Armando Tiraboschi            |
| Shanesia Davis-Williams | Marissa Clark          | Alessandra Araújo             |
| Fisher Stevens          | Chuck Fishman          | Carlos Campanille             |
| Ron Dean                | Det. Marion Zeke Crumb | Antônio Moreno                |
| Tess Harper             | Lois Hobson            | Maximira Figueiredo           |
| William Devane          | Bernie Hobson          | Hélio Vaccari                 |
| Constance Marie         | Toni Brigatti          | Cláudia Carli / Cecília Lemes |
| Michael Whaley          | Det. Paul Armstrong    | Wellington Lima               |
| Luis Antonio Ramos      | Miguel Diaz            | Alexandre Marconato           |

## Lançamento em DVD
Nos EUA, a série foi lançada no formato DVD em 24 de junho de 2008 pela CBS Home Entertainment. No Brasil, o seriado ainda é inédito no mercado de home video.